# هيا القاسم
هيا القاسم (ولدت في 18 أكتوبر 1986)، هي إعلامية بحرينية. خريجة إعلام من جامعة البحرين تخصص (ملتيميديا – Multimedia) بدرجة البكالوريوس، معدة ومقدمة برامج على تلفزيون البحرين، لقبت من قبل الجمهور البحريني بلقب فراشة تلفزيون البحرين.
بدأت مشوارها الإعلامي منذ 2004 حيث قدمت أول برنامج يحمل اسم (Chat with Batelco) وهو برنامج شبابي حواري يناقش قضايا شبابية، وقدمت برنامج (Youth Time ) الذي سلط الضوء على كل ما يخص الشباب بشكل متخصص وعلى كافة الأصعدة (الاجتماعية، الاقتصادية، الرياضية، السياسية، وغيرها) , والذي استمر لطيلة 3 سنوات.
في 2012-2014 قدمت برنامج (بين يديك) تعرض من خلاله قصص اجتماعية وإنسانية واقعية، بعدها قدمت برنامج (هذا الأسبوع) الإخباري، الذي حظي على شعبية كبيرة من مملكة البحرين ومن دول الخليج العربي , وفي 2014 قدمت برنامج (دروب) وهو برنامج يسلط الضوء على قصص النجاح والكفاح بالأمل (يحمل طابع وطني)..وتعتبر الإعلامية هيا القاسم من المذيعات اللاتي أتقن تقديم البرامج الشبابية لما تتمتع به من تأهيل أكاديمي وشخصية هادئة وعفوية، ويضاف إلى نجاحاتها تتويجها بزياراتها لقصر الملك حمد بن عيسى آل خليفة حاكم مملكة البحرين، تكريما لنجاحها في تقديم البرنامج، والحث والتشجيع على مواصلة مشوار النجاح، وبذلك تكون من أوائل الإعلاميين الذين تتصدر صورهم مع جلالة الملك على جميع الصحف البحرينية.
وشاركت سمو الشيخ ناصر بن حمد وسمو الشيخ خالد بن حمد من خلال برنامج يوث تايم بتسليط الضوء على اهتمامات سموهما وهواياتهم التي يتم ممارستها يوميا، باعتبار يوثق تايم هو الأول في عرض حلقة خاصة عن نجلي جلالة الملك وقد امتازت الحلقة بنجاح كبير.